# Вербки (Полтавская область)
Вербки (укр. Вербки) — село,
Устимовский сельский совет,
Семёновский район,
Полтавская область,
Украина.
Код КОАТУУ — 5324588003. Население по переписи 2001 года составляло 566 человек.

## Географическое положение
Село Вербки находится на левом берегу реки Сухой Омельник, недалеко от её истоков, ниже по течению на расстоянии в 2,5 км расположено село Старый Хутор (Глобинский район),
на противоположном берегу — село Герасимовка. Рядом проходят автомобильная дорога Т-1716 и железная дорога, станция Вербки в 1-м км.

## История
- В 1836 году село Вербки вошло в состав Семёновской волости[источник не указан 1030 дней].
- Есть на карте 1812 года[3]

## Экономика
- ФХ «Астра».

## Объекты социальной сферы
- Школа І—ІІ ст.
- Клуб.

## Известные люди
- Сихно Пётр Михайлович (1920—1945) — Герой Советского Союза, родился в селе Вербки.
- Зинченко Василий Иванович (1924—2009) — советский и украинский виноградарь и винодел, учёный-энолог.

## Достопримечательности
- Братская могила советских воинов.